# Клење (Голубац)
Клење је насеље у Србији у општини Голубац у Браничевском округу. Према попису из 2022. било је 283 становника.

## Историја
По турском попису из 1476. Клење је било највеће село нахије Пек са 84 домаћинства, од тога шест удовичких и три муслиманске.

## Демографија
У насељу Клење живи 401 пунолетни становник, а просечна старост становништва износи 43,9 година (42,2 код мушкараца и 45,4 код жена). У насељу има 140 домаћинстава, а просечан број чланова по домаћинству је 3,50.
Ово насеље је великим делом насељено Србима (према попису из 2002. године), а у последња три пописа, примећен је пад у броју становника.
|  |

| Демографија | Демографија | Демографија |
| Година      | Становника  | Становника  |
| ----------- | ----------- | ----------- |
| 1948.       | 884         |             |
| 1953.       | 960         |             |
| 1961.       | 967         |             |
| 1971.       | 852         |             |
| 1981.       | 794         |             |
| 1991.       | 655         | 552         |
| 2002.       | 493         | 637         |
| 2011.       | 388         |             |

| Етнички састав према попису из 2002.‍ | Етнички састав према попису из 2002.‍ | Етнички састав према попису из 2002.‍ | Етнички састав према попису из 2002.‍ | Етнички састав према попису из 2002.‍ |
| ------------------------------------ | ------------------------------------ | ------------------------------------ | ------------------------------------ | ------------------------------------ |
|                                      |                                      |                                      |                                      |                                      |
| Срби                                 | Срби                                 |                                      | 486                                  | 98,58%                               |
| Муслимани                            | Муслимани                            |                                      | 3                                    | 0,60%                                |
| Украјинци                            | Украјинци                            |                                      | 1                                    | 0,20%                                |
| Румуни                               | Румуни                               |                                      | 1                                    | 0,20%                                |
| непознато                            | непознато                            |                                      | 2                                    | 0,40%                                |

| Година пописа     | 1948. | 1953. | 1961. | 1971. | 1981. | 1991. | 2002. |
| ----------------- | ----- | ----- | ----- | ----- | ----- | ----- | ----- |
| Број домаћинстава | 198   | 204   | 204   | 185   | 189   | 157   | 140   |

| Број чланова      | 1  | 2  | 3  | 4  | 5  | 6 | 7  | 8 | 9 | 10 и више | Просек |
| ----------------- | -- | -- | -- | -- | -- | - | -- | - | - | --------- | ------ |
| Број домаћинстава | 28 | 35 | 11 | 23 | 17 | 9 | 10 | 6 | 0 | 1         | 3,50   |

| Пол    | Укупно | Неожењен/Неудата | Ожењен/Удата | Удовац/Удовица | Разведен/Разведена | Непознато |
| ------ | ------ | ---------------- | ------------ | -------------- | ------------------ | --------- |
| Мушки  | 200    | 44               | 131          | 18             | 7                  | 0         |
| Женски | 213    | 24               | 131          | 46             | 11                 | 1         |
| УКУПНО | 413    | 68               | 262          | 64             | 18                 | 1         |

| Пол    | Укупно                    | Пољопривреда, лов и шумарство | Рибарство                            | Вађење руде и камена | Прерађивачка индустрија       |
| ------ | ------------------------- | ----------------------------- | ------------------------------------ | -------------------- | ----------------------------- |
| Мушки  | 120                       | 82                            | 0                                    | 1                    | 4                             |
| Женски | 81                        | 49                            | 0                                    | 0                    | 12                            |
| УКУПНО | 201                       | 131                           | 0                                    | 1                    | 16                            |
| Пол    | Производња и снабдевање   | Грађевинарство                | Трговина                             | Хотели и ресторани   | Саобраћај, складиштење и везе |
| Мушки  | 0                         | 3                             | 16                                   | 1                    | 4                             |
| Женски | 0                         | 0                             | 7                                    | 1                    | 1                             |
| УКУПНО | 0                         | 3                             | 23                                   | 2                    | 5                             |
| Пол    | Финансијско посредовање   | Некретнине                    | Државна управа и одбрана             | Образовање           | Здравствени и социјални рад   |
| Мушки  | 0                         | 0                             | 2                                    | 0                    | 3                             |
| Женски | 0                         | 0                             | 1                                    | 6                    | 3                             |
| УКУПНО | 0                         | 0                             | 3                                    | 6                    | 6                             |
| Пол    | Остале услужне активности | Приватна домаћинства          | Екстериторијалне организације и тела | Непознато            | Непознато                     |
| Мушки  | 2                         | 0                             | 0                                    | 2                    | 2                             |
| Женски | 0                         | 0                             | 0                                    | 1                    | 1                             |
| УКУПНО | 2                         | 0                             | 0                                    | 3                    | 3                             |